# Nicole Croisille
Nicole Croisille (Neuilly-sur-Seine, 9 ottobre 1936 – Saint-Cloud, 4 giugno 2025) è stata un'attrice, cantante e danzatrice francese.

## Biografia
Esordì alla Comédie-Française ancora bambina esibendosi sia come attrice che come ballerina. Si cimentò poi nel mimo, avendo come insegnante Marcel Marceau.
Incise album a partire dal 1961 e sempre in quell'anno debuttò nel cinema. Partecipò a 24 film e ad alcuni musical. 
Raggiunse la notorietà soprattutto per aver inciso Un Homme et Une Femme, il tema musicale del film Un uomo, una donna di Claude Lelouch. Fu anche tra i rari artisti musicali francesi a incidere canzoni di genere bossa nova.
Morì a Saint-Cloud il 4 giugno 2025 dopo una lunga malattia all'età di 88 anni.

## Vita privata
Non si sposò mai né ebbe figli. Per gran parte della sua vita soffrì della sindrome di Menière.